# USS Enterprise (1874)
Pour les autres navires du même nom, voir USS Enterprise.
L’USS Enterprise est un sloop de l'United States Navy.

## Histoire
La première mission de l’Enterprise après son aménagement à Norfolk (Virginie), l'emmène à l'embouchure du fleuve Mississippi pour des opérations d'arpentage. De retour à Norfolk en avril 1878, il reste brièvement, partant le 27 mai pour une mission d'arpentage sur l'Amazone et le Rio Madeira. Le 1er octobre 1878, au large du Pará, le matelot Thomas Smith sauve un camarade marin de la noyade, acte pour lequel il reçoit la Medal of Honor. Cette mission d'arpentage terminée, il est réparé à New York, puis rejoint en décembre 1878 les forces navales américaines dans les eaux européennes, faisant escale dans de nombreux ports du nord de l'Europe et de la Méditerranée. Il revient au Washington Navy Yard le 9 mai 1880 et est mis hors service.
Remise en service le 12 janvier 1882, il navigue sur la côte est jusqu'au 1er janvier 1883, date à laquelle il participe à un levé hydrographique de trois ans qui l'amène à faire le tour du monde. Pendant ce temps, il est commandé par Albert S. Barker. Pendant le voyage, il est un témoin neutre de la bataille de Fuzhou le 23 août 1884 pendant la guerre franco-chinoise. L’Enterprise est mis hors service à New York le 21 mars 1886.
Remis en service le 4 octobre 1887, l’Enterprise quitte Boston en janvier 1888 pendant deux ans dans les eaux de l'Europe, de la Méditerranée et de la côte est de l'Afrique, où il arbore le drapeau et veille aux intérêts des États-Unis. Il retourne à New York en mars 1890 et est mis hors service le 20 mai.
L’Enterprise est de nouveau mis en service le 8 juillet 1890 et, l'année suivante, exploité principalement dans les Caraïbes. De septembre 1891 à septembre 1892, il sert comme navire d'entraînement à l'Académie navale d'Annapolis. Le 17 octobre 1892 à Boston, il est prêté au Commonwealth du Massachusetts pour servir de navire-école à la Massachusetts Maritime Academy. À ce titre, il forme des cadets pendant environ 17 ans (le navire-école de la MMA actuel fut nommé USTS Enterprise en son honneur jusqu'à ce que le nom soit changé en USTS Kennedy). Rendu à la Marine le 4 mai 1909, l’Enterprise est vendu le 1er octobre 1909. La coque est incendiée pour être récupérée près de Boston en 1910.